# Sikorsky CH-54 Tarhe
Sikorsky CH-54 Tarhe je dvomotorni težki transportni helikopter ameriškega podjetja Sikorsky Aircraft. Tarhe je bil poglavar indijskega plemena Wyandot TarheCivilna verzija helikopterja je Sikorsky S-64 Skycrane.
Delo na "zračnem dvigalu" se je začelo leta 1958 z batnim Sikorsky S-60.
S-64 je prvič poletel 9. maja 1962. Ameriška kopenska vojska je kupila 105 helikopterjev. Bil je zelo uspešen pri prevozu sestreljenih letal in helikopterjev med Vietnamsko vojno. Zaradi pomanjkanja sredstev programa Heavy Lift Helicopter (HLH), niso modernizirali CH-54 in kasneje je Boeing CH-47 Chinook  prevzel njegovo vlogo. Sovjetska zveza je tudi zasnovala večje helikopterje kot je bil Mil Mi-10 in Mil Mi-6
Erickson Air-Crane je največji uporabnik S-64, ki imajo oznako Erickson S-64 Aircrane. Erickson je kupil certikikat in pravice za izdelavo.

## Tehnične specifikacije (CH-54B)
- Posadka: 3
- Tovor: 20 000 lb (9 072 kg)
- Dolžina: 88 ft 6 in (26,97 m)
- Premer rotorja: 72 ft 0 in (21,95 m)
- Višina: 25 ft 5 in (7,75 m)
- Površina rotorja: 4071,5 ft² (378,24 m²)
- Prazna teža: 19 800 lb (8 980 kg)
- Maks. vzletna teža: 47 000 lb (21 000 kg)
- Motorji: 2 × Pratt & Whitney T73-P-700 turbogredni, 4 800 KM (3 580 kW) vsak

- Maks. hitrost: 130 vozlov (150 mph, 240 km/h)
- Potovalna hitrost: 100 vozlov (115 mph, 185 km/h)
- Dolet: 200 NM (230 mi, 370 km)
- Višina leta (servisna): 18 330 ft (5 600 m)
- Hitrost vzpenjanja: 1 330 ft/min (6,75 m/s)